# Ivan Osterman
O conde Ivan Andreyevich Osterman (em russo: Иван Андреевич Остерман), (1725 - 1811) foi um estadista russo, filho de Andrei Osterman.

## Biografia
Depois de o seu pai ter caído em desgraça, Osterman foi transferido dos Guardas Imperiais para o exército normal e depois mandado para o estrangeiro onde continuou a sua educação. Em 1757, Osterman voltou a prestar serviço em nome da Rússia. Teve posições diplomáticas em Paris e Estocolmo onde teve grande influência sobre o rei Gustavo III da Suécia. Em 1774, Osterman foi nomeado para senador.
Em 1783, foi nomeado ministro dos negócios estrangeiros da Rússia Imperial, mas teve apenas um papel secundário neste lugar. Os seus colegas mais próximos - o conde Bezborodko, o príncipe Zubov, Fyodor Rostopchin - foram os que exerceram o poder, mas falavam poucas línguas e tinham pouca prática na formalidade pela qual Osterman era muito conhecido.
Em 1796, Osterman foi nomeado chanceler do Império Russo, mais uma vez para servir de fantoche aos verdadeiros detentores de poder. Um ano depois, o novo czar, Paulo I, dispensou-o. Osterman passou os seus últimos anos de vida em Moscovo. Como não teve filhos, o seu título e apelido foram herdados pelo seu sobrinho, o célebre general Tolstoy.